# Torminalis glaberrima
Il ciavardello (Torminalis glaberrima (Gand.) Sennikov & Kurtto, 2017) è un albero appartenente alla famiglia delle Rosacee. È l'unica specie nota del genere Torminalis.

## Descrizione
La chioma è globosa, appiattita e densa.
Può essere alto fino a 15 metri.
Le foglie sono semplici, lobate a margine dentato e nervature pennate.
La corteccia è liscia con lenticelle soprattutto nella parte basale.
I fiori, in corimbi bianchi, formano delle infruttescenze di color nocciola.

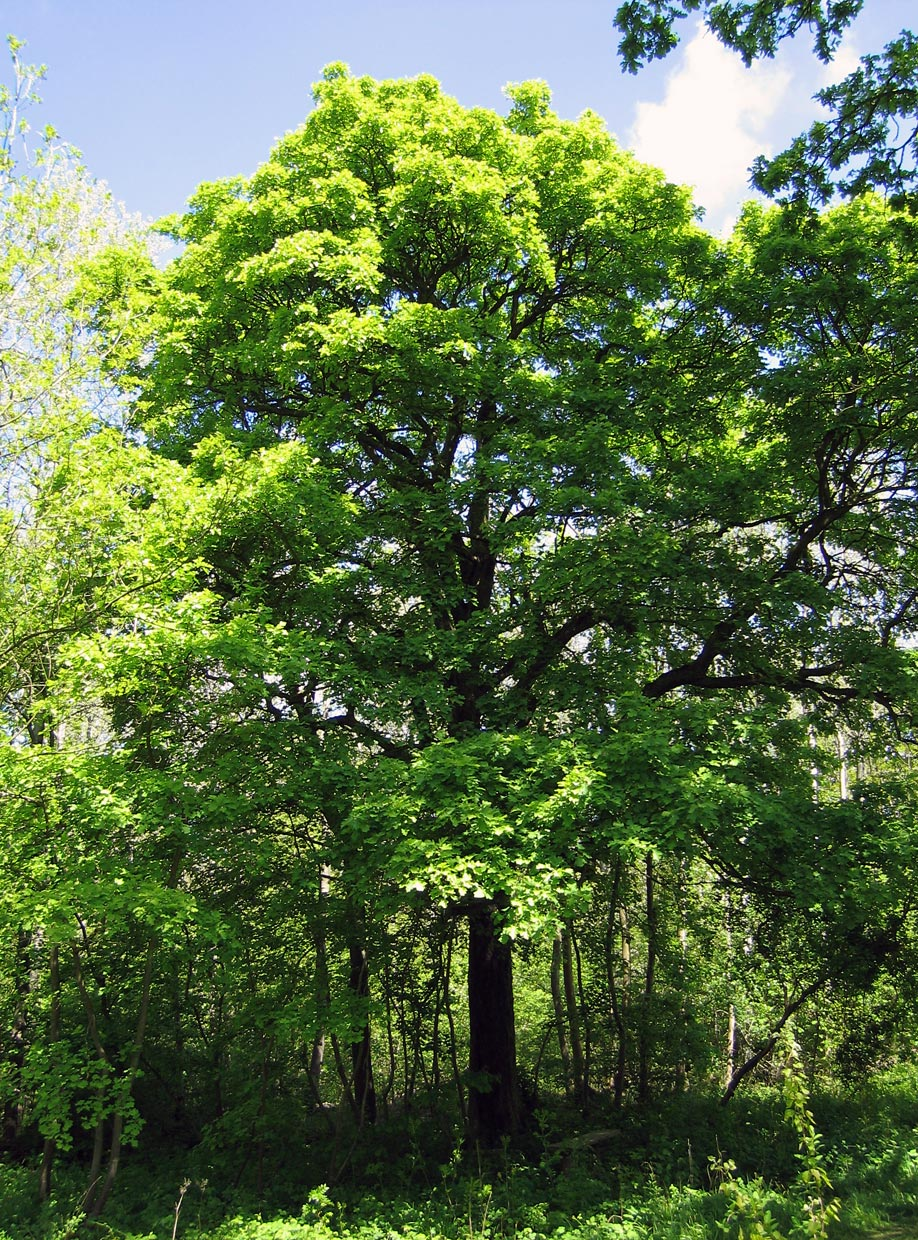
chioma
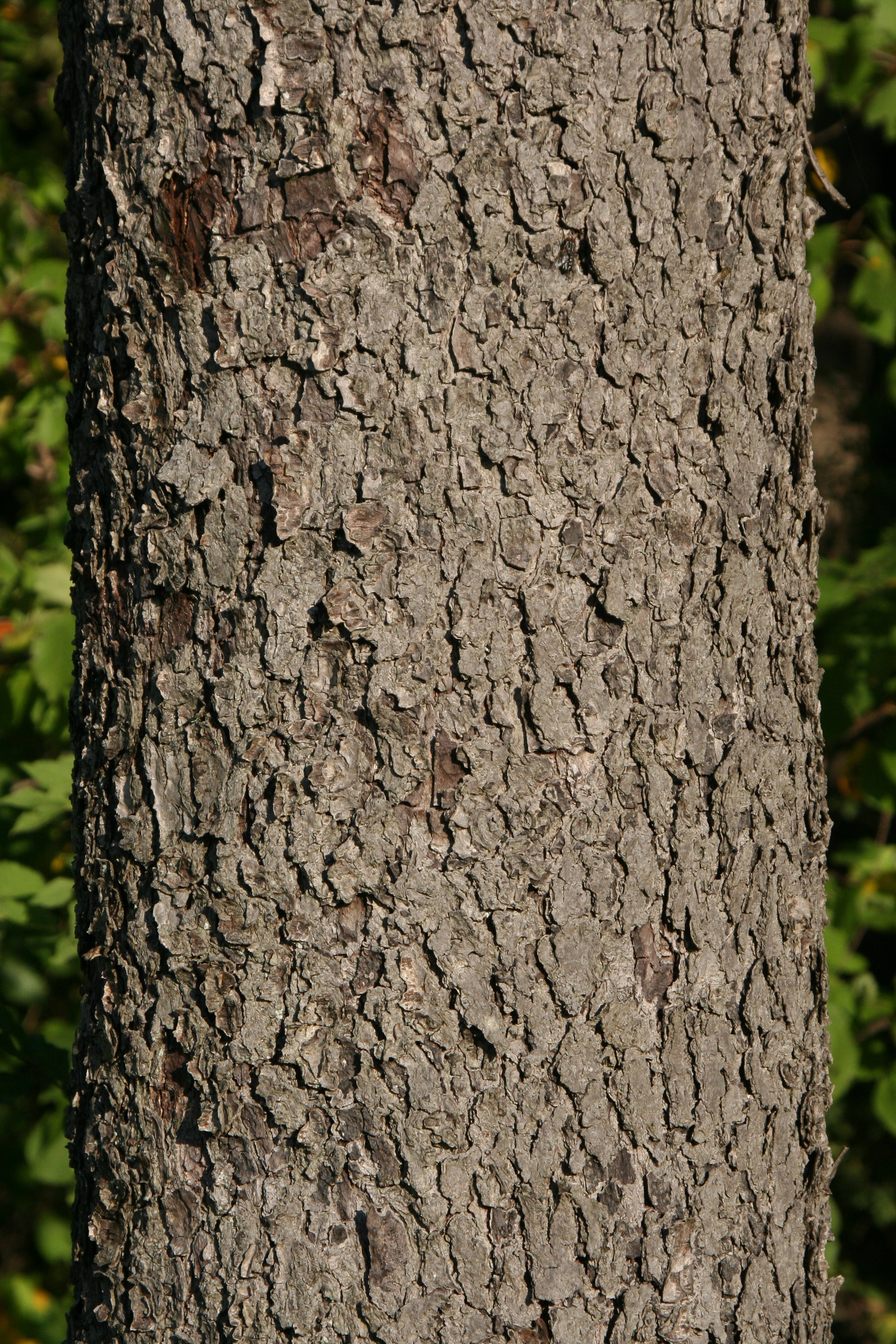
corteccia
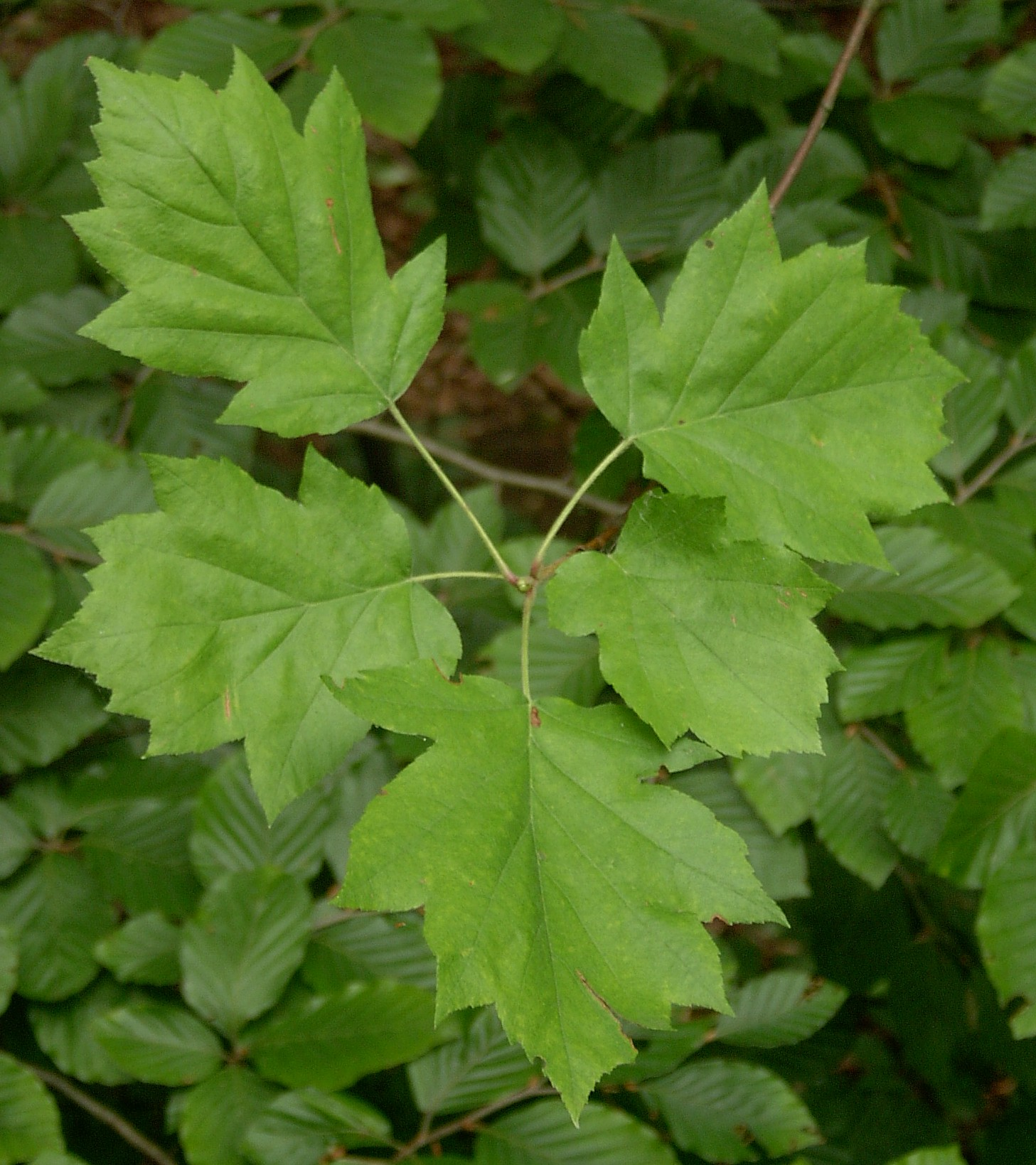
foglie
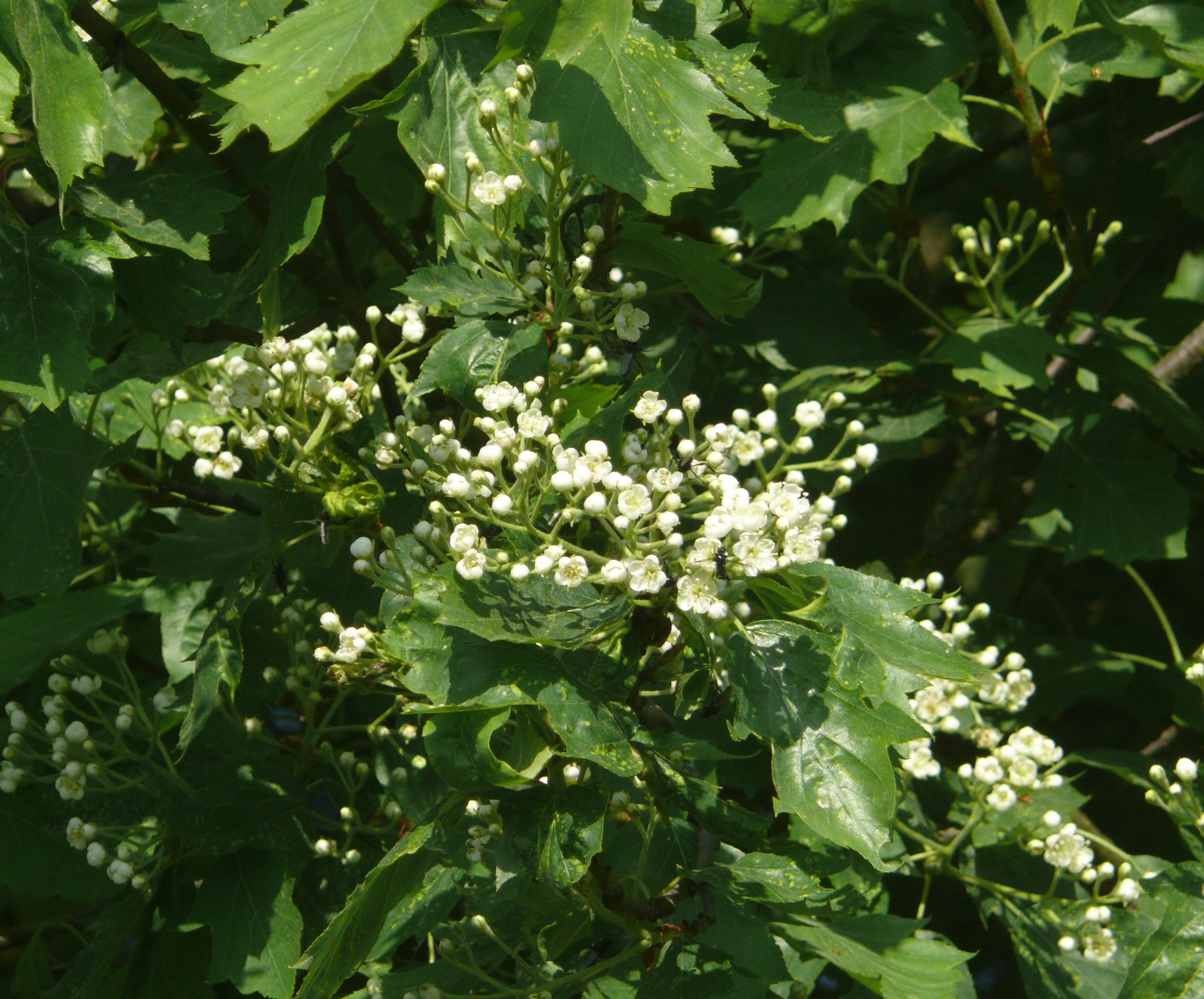
fiori
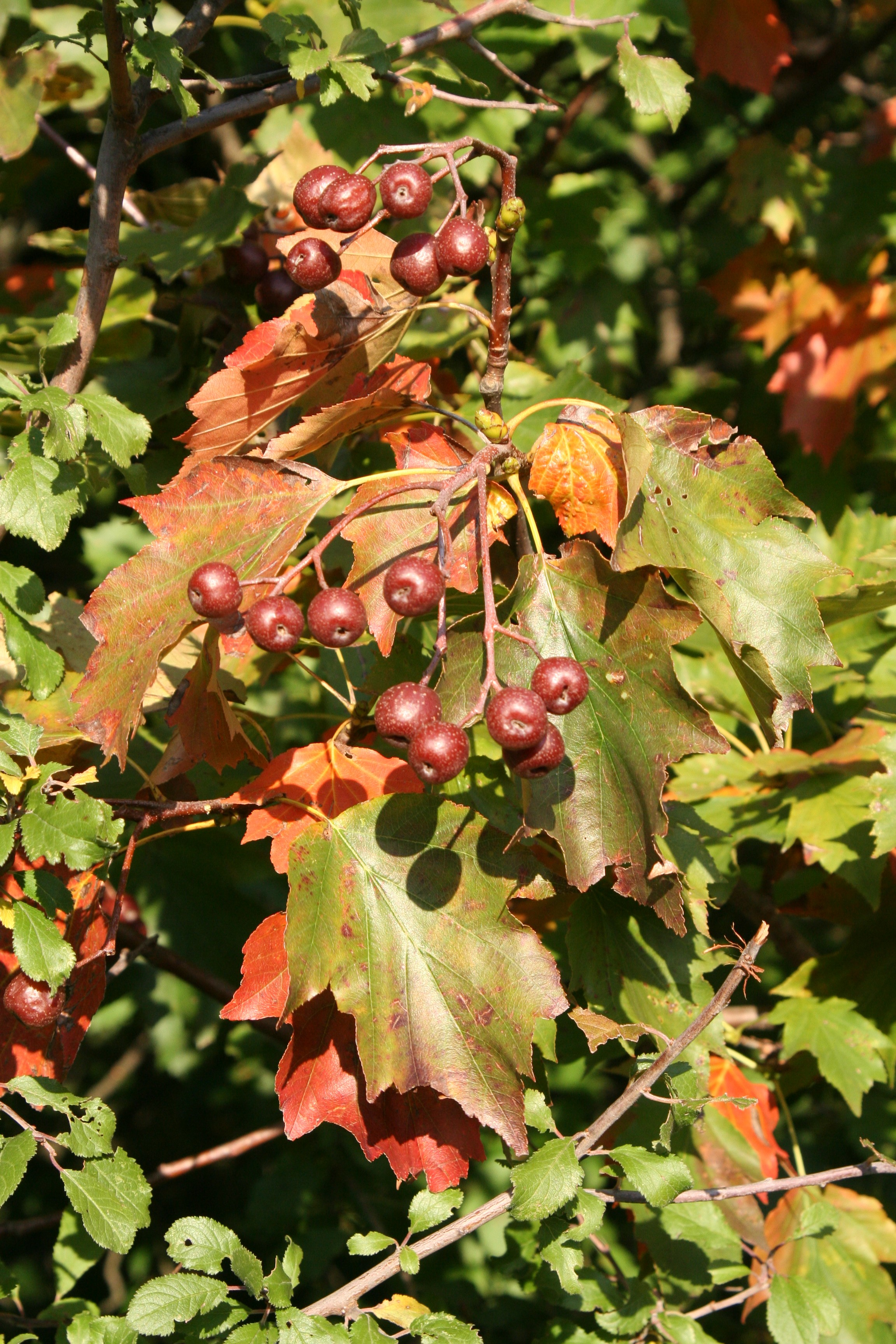
bacche
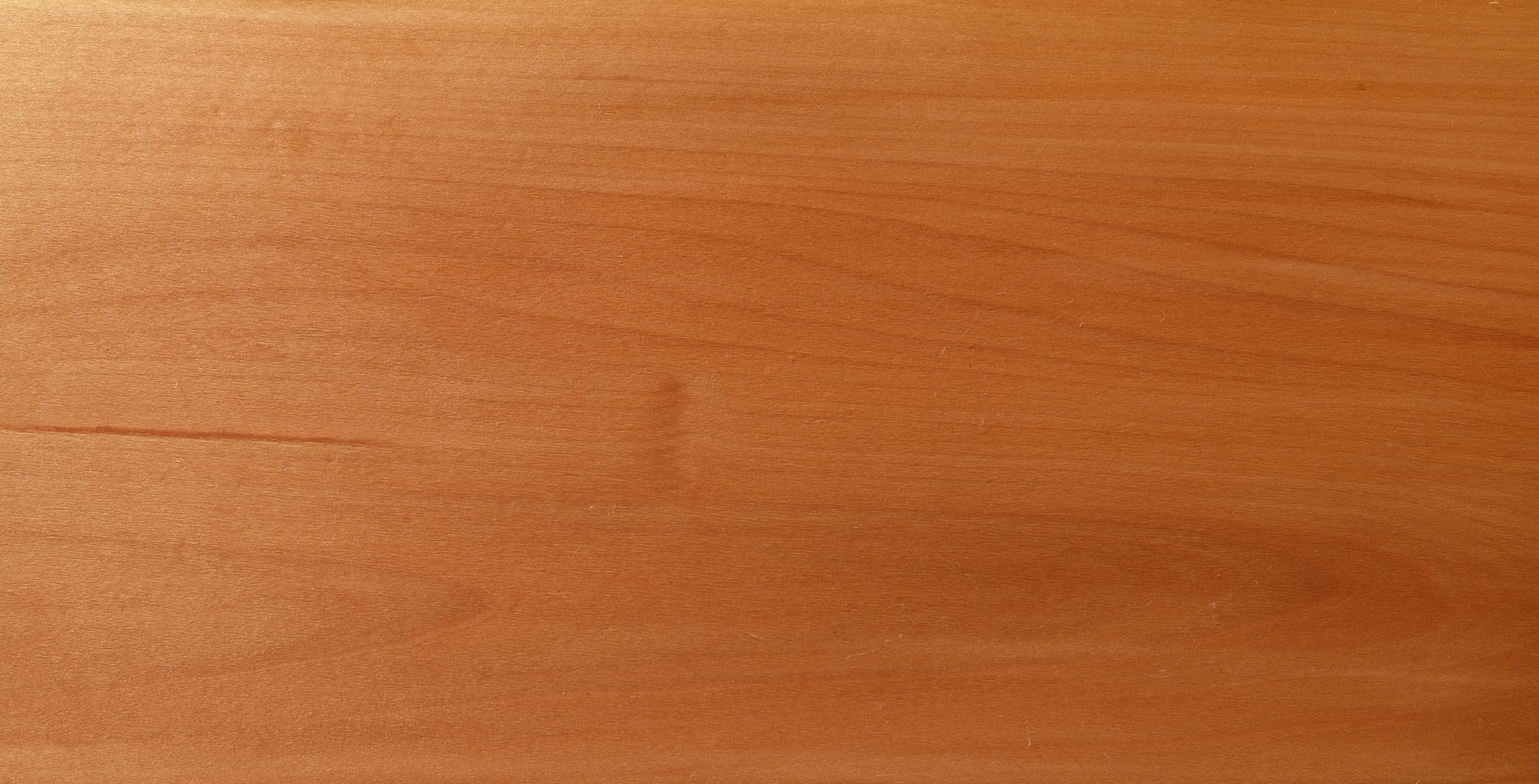
legno

## Distribuzione e habitat
Vive in gran parte del bacino del Mediterraneo (Europa, Medio Oriente e Nordafrica). Si adatta bene a qualsiasi tipo di terreno.

## Usi
Viene usata in erboristeria per le coliche dello stomaco ed intestinali e per la dissenteria dato che il nome scientifico pare derivare dal latino tormina che significa dissenteria.